# Terje Olsen (calciatore 1950)
Terje Olsen (28 settembre 1950) è un ex calciatore norvegese, di ruolo attaccante.

## Carriera

### Club
Olsen giocò con la maglia del Vålerengen dal 1968 al 1975. Passò poi al Lillestrøm, dove rimase per un biennio e per cui collezionò 43 presenze e 9 reti. Vinse due campionati (1976 e 1977) e una Norgesmesterskapet (1977). Tornò poi al Vålerengen, dove vinse anche la Coppa di Norvegia 1980. Dal 1981 al 1985, fu in forza al Bækkelaget, nelle serie inferiori del calcio norvegese.

### Nazionale
Olsen giocò 3 partite per la Norvegia. Esordì il 23 febbraio 1972, nella sconfitta per 2-1 contro Israele.

## Palmarès

### Club

#### Competizioni nazionali
- Campionato norvegese: 2

Lillestrøm: 1976, 1977
- Coppa di Norvegia: 2

Lillestrøm: 1977
Vålerengen: 1980